# Salem (New Jersey)
Salem város az USA New Jersey államában. Lakosainak száma 5296 fő (2020. április 1.).

## Népesség
A település népességének változása:

| 2010 | 5 146 |
| 2020 | 5 296 |